# Virgilijus Čepaitis

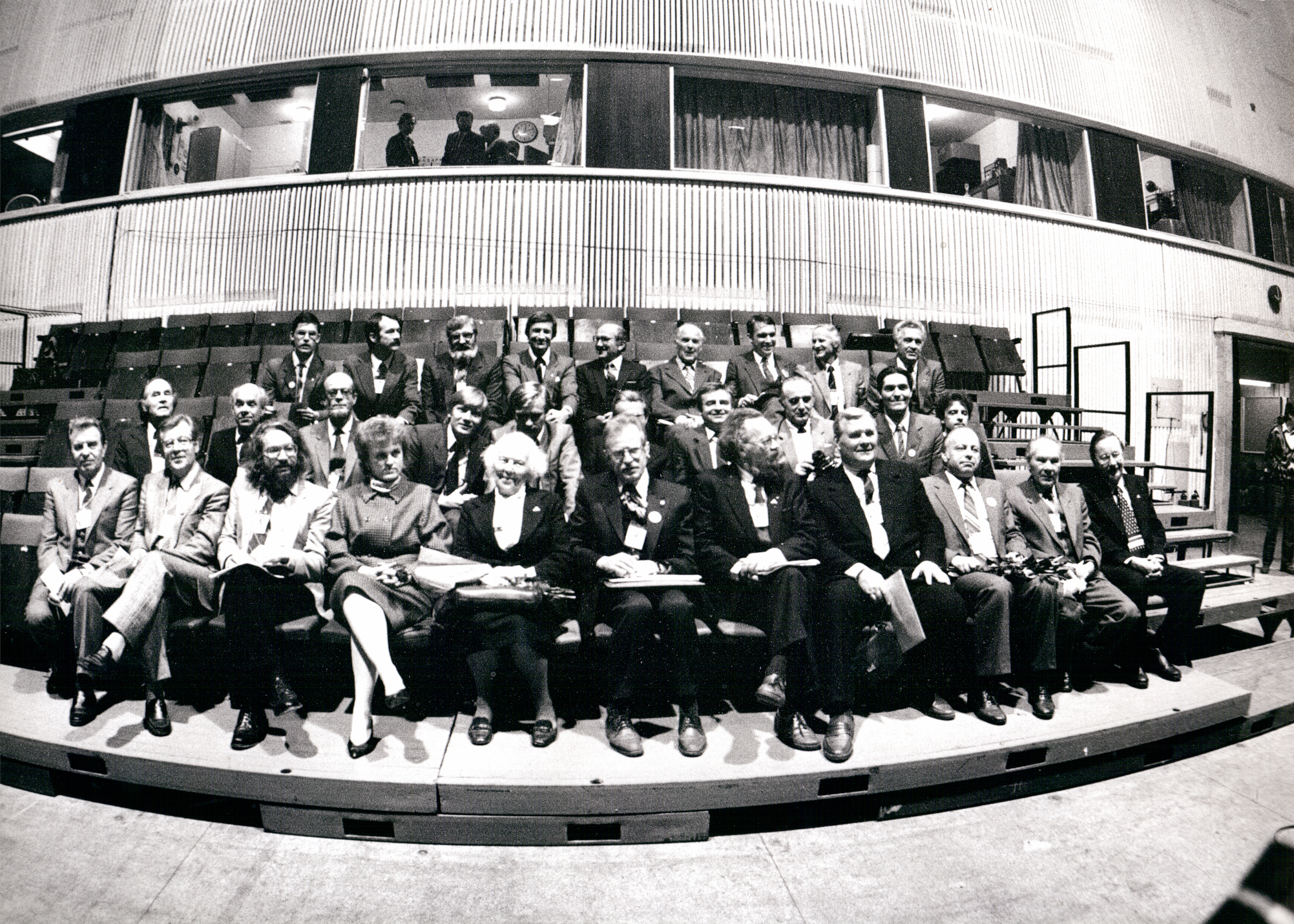
Zdjęcie grupowe członków Litewskiego Ruchu na rzecz Przebudowy (Sąjūdis) w Wilnie (1988)

Virgilijus Juozas Čepaitis (ur. 8 listopada 1937, Šakiai) – litewski polityk, wydawca i tłumacz, sekretarz generalny Litewskiego Ruchu na rzecz Przebudowy (Sąjūdis) od 1989 do 1991, kiedy to wycofał się z życia politycznego po tym, jak wyszły na jaw jego powiązania z radziecką służbą bezpieczeństwa.

## Życiorys
Virgilijus Čepaitis urodził się 8 listopada 1937 r. w Szakach na Litwie. W 1954 roku ukończył Kowieńską Szkołę Pedagogiczną. Jest także absolwentem wydziału tłumaczeń w Instytucie Literackim im. A.M. Gorkiego w Moskwie z 1961 r. W latach 1955–1956 był częścią redakcji gazety „Komjaunimo tieso”, a od 1958 r. współpracował z różnymi wydawnictwami jako tłumacz. Głównym obszarem pracy był przekład publikacji z języka rosyjskiego i angielskiego na litewski, a także polskiego na rosyjskiego. Od 1968 jest członkiem Związku Pisarzy Litewskich.
W latach 1988–1992 zajmował się działalnością polityczną. Początkowo jako członek Litewskiego Ruchu na rzecz Przebudowy (Sąjūdis), a następnie z ramienia partii członkiem Sejmu Republiki Litewskiej w latach 1989-1990. Był wówczas przewodniczącym Komisji Praw Obywatelskich i Spraw Narodowościowych, przewodniczącym Klubu Poselskiego Sąjūdis, a później frakcji United Sąjūdis. Uczestniczył w negocjacjach międzypaństwowych z Federacją Rosyjską, jako przewodniczący delegacji litewskiej w nieoficjalnych rozmowach z ZSRR w maju 1991 r. w Hadze. 
Był przewodniczącym Towarzystwa Litewsko-Polskiego od 1990 do 1992. 
Z pełnienia funkcji publicznych ustąpił wskutek opublikowania dowodów wskazujących na jego współpracę z radziecką służbą bezpieczeństwa. 